# A magyar irodalom története (Sőtér)
A Sőtér István szerkesztésében megjelent A magyar irodalom története című könyvsorozatot az MTA Irodalomtudományi Intézete megbízásából az Akadémiai Kiadó 1964–1966 között jelentette meg hat kötetben, melyet mind a mai napig a köznyelvben egyszerűen „spenót”-nak neveznek, egyértelmű utalással a papírborító színére.

## Jellemzője

### A „Nagy Spenót”

Sőtér István

Ez a kézikönyv két, egyenként 6-6 kötetes sorozatból áll. Az első könyvsorozatot A magyar irodalom története címmel az MTA Irodalomtudományi Intézete megbízásából az Akadémiai Kiadó 1964–1966 között jelentette meg hat kötetben, melyet mind a mai napig a köznyelvben egyszerűen „Nagy Spenótnak” neveznek, egyértelmű utalással a papírborító színére. A mű értelemszerűen 1963-ig tárgyalja az irodalomtörténetet. A vállalkozás főszerkesztője Sőtér István irodalomtörténész, akadémikus volt, a szövegeket az irodalomtudomány művelőinek színe-java írta. A megjelenés korszakának cenzurális feltételi között a lehető legtöbbet hozták ki az egyes témákból, igyekeztek ragaszkodni a tudományos tárgyilagossághoz és ez nagyjából sikerült is, ami az első 5 kötetet illeti. A VI. kötet ugyanis, amelynek tárgya az 1919 és 1963 közötti időszak, még Szabolcsi Miklós szerint is csak kompromisszum a dogmatizmus és egy tágabb irodalomszemlélet között. Ráadásul a nyugat-európai magyar irodalom tárgyalását nem vállalták – vállalhatták (?) – a szerkesztők. Egy kissé durva, illetve akár nevetségesnek is mondható, de jellemző közjáték: a VI. kötet népi írókkal foglalkozó fejezetét első változatban a pártközpont egyik munkatársa írta meg. Mivel az írás nem felelt meg az elvárásoknak, Szabolcsi Miklós felkérésére Pomogáts Béla írta újra végleges formában. A szerkesztők nem érezték sikerültnek a VI. kötetet, ezért született meg az új kézikönyv, a „Nagy Sóska” kiadásának terve.
A sorozat teljes terjedelme 4767 nyomtatott oldal lett.

### A „Nagy Sóska”
A kézikönyv második része tehát a „Nagy Sóska”, – elnevezése a színe után – fizikailag szintén 6 kötet, formailag csak 4, mivel a II. és a III. kötet két-két alkötetben jelent meg. Címe: A magyar irodalom története 1945–1975. Értelemszerűen részben felülírja, részben kiegészíti az előző sorozat VI. kötetét. A megbízó ugyanaz, a szerkesztőbizottság: Béládi Miklós, Bodnár György, Sőtér István és Szabolcsi Miklós; megjelent: Budapest, Akadémiai Kiadó, 1981–1990. Erre a könyvre már sokkal inkább érvényes a tárgyilagos jelző: a munka során lényegében nem engedtek a politikai nyomásnak, ezért is húzódott a kiadása ilyen sokáig.
Így már elmondhatjuk, hogy a 12 kötet együtt nélkülözhetetlen alapmű – ma még – az irodalomtörténettel foglalkozók számára. Mindkét sorozat elérhető digitális formában is.
Megjelent a két sorozat együtt is CD-n, jellemzően zöld borítóval.

## Kötetbeosztása

### A „Nagy Spenót” kötetbeosztása
| Kötetszám  | Kötetcím         | Kiadási év | Oldalszám |
| ---------- | ---------------- | ---------- | --------- |
| I. kötet   | 1600-ig          | 1964       | 567       |
| II. kötet  | 1600-tól 1772-ig | 1964       | 648       |
| III. kötet | 1772-től 1849-ig | 1965       | 831       |
| IV. kötet  | 1849-től 1905-ig | 1965       | 1072      |
| V. kötet   | 1905-től 1919-ig | 1965       | 563       |
| VI. kötet  | 1919-től         | 1966       | 1106      |

### A „Nagy Sóska” kötetbeosztása
| Kötetszám    | Kötetcím                         | Kiadási év | Oldalszám |
| ------------ | -------------------------------- | ---------- | --------- |
| I. kötet     | Irodalmi élet és irodalomkritika | 1984       | 527       |
| II/1. kötet  | A költészet                      | 1986       | 1–562     |
| II/2. kötet  | A költészet                      | 1986       | 563–1150  |
| III/1. kötet | A próza                          | 1990       | 1–696     |
| III/2. kötet | A próza és a dráma               | 1990       | 697–1618  |
| IV. kötet    | A határon túli magyar irodalom   | 1982       | 463       |